# John Willie
John Alexander Scott Coutts ou John Willie (nom de scène), né le 9 décembre 1902 à Singapour et mort le 5 août 1962 d'une tumeur cérébrale en Angleterre, est un photographe du bondage, SM, scénariste et dessinateur britannique de bandes dessinées, connu avant tout pour son travail sur la série érotique Sweet Gwendoline, adaptée en film en 1984 par Just Jaeckin sous le titre Gwendoline.

## Biographie
John Willie est né à Singapour mais grandit à Londres. Il publie Sweet Gwendoline dans 
« Wink » et « Whisper », publiés par Robert Harrison's magazines. Gwendoline devient une icône du bondage.

## Publications
- (en)Sweet Gwendoline, 1948-1950 (Robert Harrison's magazines)
  - Sweet Gwendoline (1946-50)
  - The Escape Artiste (1949)
  - The Missing Princess (1951-52)
  - The Wasp Women (1951-52)
  - The Race For The Gold Cup (1958)
  - The Golden Idol[2]

- (en)The Adventures of Sweet Gwendoline, Second Edition, 1999 (Bélier Press, Inc.)
- (fr)Les aventures de Gwendoline, 1976 (Les Humanoïdes Associés)
- (en)A John Willie Portfolio, n.1 (a cura di Carl McGuire), Van Nuys, CA., London Ent. Ltd., 1987
- (en)The First John Willie Bondage Photo Book, Van Nuys, CA., London Ent. Ltd., 1978
- (en)The Second John Willie Bondage Photo Book, Van Nuys, CA., London Ent. Ltd., 1978
- (en)Bizarre: The Complete Reprint of John Willie's Bizarre, Vols. 1-26; (Taschen)
- (fr)Plusieurs possibilités. Photographies de John Willie, Paris, Futuropolis, 1985
- (en) & (it)The Art of John Willie - Sophisticated Bondage (Book One) & (Book Two), 1994 (Stefano Piselli & Riccardo Morrocchi)

## Films
- Gwendoline, 1984, de Just Jaeckin ;
- For Gwen's Sake, 1999 (V), court métrage de Chelsea Pfeiffer.
- The Misadventures of Sweet Gwen, 1999 (V), de Chelsea Pfeiffer.
- Sweet Gwen for a Day, 1999 (V), de Chelsea Pfeiffer.